# Старошайговский район
Старошайго́вский райо́н (мокш. Сире Шяйгавонь аймак, эрз. Ташто Шайгабуе) — административно-территориальная единица (район) и муниципальное образование (муниципальный район) в составе Республики Мордовия Российской Федерации.
Административный центр — село Старое Шайгово.

## География
Район расположен в центральной части республики, граничит с Нижегородской областью. На территории района расположен водораздел бассейнов Мокши и Суры.

## История
Образован 16 июля 1928 года. 11 марта 1959 года к Старошайговскому району была присоединена часть территории упразднённого Старосиндровского района.

## Население
| 1970    | 1979    | 1989    | 2002    | 2005    | 2006    | 2007    |
| ------- | ------- | ------- | ------- | ------- | ------- | ------- |
| 32 450  | ↘25 259 | ↘18 343 | ↘15 870 | ↘15 125 | ↘14 884 | ↘14 537 |
| 2008    | 2009    | 2010    | 2011    | 2012    | 2013    | 2014    |
| ↘14 272 | ↘13 954 | ↗14 071 | ↘13 986 | ↘13 771 | ↘13 422 | ↘13 049 |
| 2015    | 2016    | 2017    | 2018    | 2019    | 2020    | 2021    |
| ↘12 727 | ↘12 467 | ↘12 173 | ↘11 898 | ↘11 509 | ↘11 281 | ↗11 786 |

## Административное деление
В Старошайговский район как административно-территориальную единицу входят 11 сельсоветов.
В муниципальный район, в рамках организации местного самоуправления, входят 11 муниципальных образований со статусом сельских поселений.
Сельсоветы одноимённы образованным в их границах сельским поселениям.
| №  | Муниципальное образование             | Административный центр | Количество населённых пунктов | Население (чел.) | Площадь (км²) |
| -- | ------------------------------------- | ---------------------- | ----------------------------- | ---------------- | ------------- |
| 1  | Богдановское сельское поселение       | село Богдановка        | 6                             | ↗698             | 110,18        |
| 2  | Конопатское сельское поселение        | село Конопать          | 3                             | ↗267             | 38,87         |
| 3  | Лемдяйское сельское поселение         | село Лемдяй            | 2                             | ↘495             | 61,08         |
| 4  | Мельцанское сельское поселение        | село Мельцаны          | 1                             | ↗778             | 27,19         |
| 5  | Новоакшинское сельское поселение      | село Новое Акшино      | 6                             | ↘759             | 124,78        |
| 6  | Новотроицкое сельское поселение       | село Новотроицкое      | 5                             | ↗734             | 82.9          |
| 7  | Новофёдоровское сельское поселение    | село Новая Фёдоровка   | 13                            | ↘855             | 431.94        |
| 8  | Старотеризморгское сельское поселение | село Старая Теризморга | 8                             | ↗1356            | 187.65        |
| 9  | Старофёдоровское сельское поселение   | село Старая Фёдоровка  | 2                             | ↘316             | 49,26         |
| 10 | Старошайговское сельское поселение    | село Старое Шайгово    | 8                             | ↗5212            | 232.8         |
| 11 | Шигоньское сельское поселение         | село Шигонь            | 3                             | ↘316             | 73,77         |

Первоначально в муниципальном районе в 2005 году было образовано 27 муниципальных образований со статусом сельских поселений. Последним соответствовали 27 сельсоветов.
Законом от 3 мая 2007 года, Ожгинское сельское поселение и одноимённый ему сельсовет были упразднены, а входившие в их состав населённые пункты были включены в Богдановское сельское поселение (сельсовет), Темяшевское сельское поселение и одноимённый ему сельсовет были упразднены, а входившие в их состав населённые пункты были включены в Ирсетьское сельское поселение (сельсовет), Верякушинское сельское поселение и одноимённый ему сельсовет были упразднены, а входившие в их состав населённые пункты были включены в Новоалександровское сельское поселение (сельсовет); Краснопоселковское и Саргинское сельские поселения и одноимённые им сельсоветы были упразднены, а входившие в их состав населённые пункты были включены в Старошайговское сельское поселение (сельсовет).
Законом от 12 марта 2010 года, Вертелимское, Ирсетьское и Кулдымское сельские поселения и одноимённые им сельсоветы были упразднены, а входившие в их состав населённые пункты были включены в Новофёдоровское сельское поселение (сельсовет), Мизерянское сельское поселение и одноимённый ему сельсовет были упразднены, а входившие в их состав населённые пункты были включены в Новоакшинское сельское поселение (сельсовет), Говоровское сельское поселение и одноимённый ему сельсовет были упразднены, а входившие в их состав населённые пункты были включены в Шигоньское сельское поселение (сельсовет).
Законом от 17 мая 2018 года, Шуварское, Восходское, Рязановское сельские поселения и одноимённые им сельсоветы были упразднены, а входившие в их состав населённые пункты были включены в Старотеризморгское сельское поселение (сельсовет); Ингенер-Пятинское сельское поселение и одноимённый ему сельсовет были упразднены, а входившие в их состав населённые пункты были включены в Новотроицкое сельское поселение (сельсовет).
Законом от 24 апреля 2019 года, Новоалександровское сельское поселение и одноимённый ему сельсоветы были упразднены, а входившие в их состав населённые пункты были включены в Новофёдоровское сельское поселение (сельсовет); Леткинское сельское поселение и одноимённый ему сельсовет были упразднены, а входившие в их состав населённые пункты были включены в Старошайговское сельское поселение (сельсовет).

### Населённые пункты
В Старошайговском районе 57 населённых пунктов.
| №  | Населённый пункт    | Тип     | Население | Муниципальное образование             |
| -- | ------------------- | ------- | --------- | ------------------------------------- |
| 1  | Авгуры              | деревня | ↘63       | Новофёдоровское сельское поселение    |
| 2  | Акшов               | село    | ↘5        | Старотеризморгское сельское поселение |
| 3  | Богдановка          | село    | ↗543      | Богдановское сельское поселение       |
| 4  | Бугро-Ключи         | село    | ↘18       | Новоакшинское сельское поселение      |
| 5  | Вертелим            | село    | ↘297      | Новофёдоровское сельское поселение    |
| 6  | Верхняя Верченка    | деревня | ↘10       | Новотроицкое сельское поселение       |
| 7  | Верякуши            | село    | ↘17       | Новофёдоровское сельское поселение    |
| 8  | Восход              | посёлок | ↘231      | Старотеризморгское сельское поселение |
| 9  | Гавриловка          | деревня | ↘64       | Новофёдоровское сельское поселение    |
| 10 | Говорово            | село    | ↘140      | Шигоньское сельское поселение         |
| 11 | Ивановка            | посёлок | ↘17       | Старофёдоровское сельское поселение   |
| 12 | Ингенер-Пятина      | село    | ↘249      | Новотроицкое сельское поселение       |
| 13 | Ирсеть              | село    | ↘56       | Новофёдоровское сельское поселение    |
| 14 | Кивчей              | деревня | ↘10       | Новофёдоровское сельское поселение    |
| 15 | Клад                | посёлок | ↘7        | Старошайговское сельское поселение    |
| 16 | Конопать            | село    | ↗274      | Конопатское сельское поселение        |
| 17 | Красная Поляна      | посёлок | ↘26       | Старошайговское сельское поселение    |
| 18 | Красная Рудня       | посёлок | ↘141      | Новоакшинское сельское поселение      |
| 19 | Красный             | посёлок | ↘20       | Старошайговское сельское поселение    |
| 20 | Кувай               | посёлок | ↘9        | Старошайговское сельское поселение    |
| 21 | Кулдым              | село    | ↘241      | Новофёдоровское сельское поселение    |
| 22 | Лемдяй              | село    | ↘566      | Лемдяйское сельское поселение         |
| 23 | Лемдяйский Майдан   | село    | ↘36       | Новофёдоровское сельское поселение    |
| 24 | Летки               | село    | ↘360      | Старошайговское сельское поселение    |
| 25 | Малькеевка          | деревня | ↘26       | Шигоньское сельское поселение         |
| 26 | Мельцаны            | село    | ↗778      | Мельцанское сельское поселение        |
| 27 | Мизеряне            | село    | ↘56       | Новоакшинское сельское поселение      |
| 28 | Надеждинка          | деревня | ↘9        | Новофёдоровское сельское поселение    |
| 29 | Нижняя Верченка     | деревня | ↘2        | Новотроицкое сельское поселение       |
| 30 | Николаевка          | село    | ↘85       | Лемдяйское сельское поселение         |
| 31 | Никольская Саловка  | деревня | ↘52       | Богдановское сельское поселение       |
| 32 | Новая Александровка | село    | ↘206      | Новофёдоровское сельское поселение    |
| 33 | Новая Обуховка      | деревня | ↘25       | Новотроицкое сельское поселение       |
| 34 | Новая Теризморга    | деревня | ↘57       | Богдановское сельское поселение       |
| 35 | Новая Фёдоровка     | село    | ↘372      | Новофёдоровское сельское поселение    |
| 36 | Новое Акшино        | село    | ↘561      | Новоакшинское сельское поселение      |
| 37 | Новотроицкое        | село    | ↗493      | Новотроицкое сельское поселение       |
| 38 | Ожга Вторая         | деревня | ↘101      | Богдановское сельское поселение       |
| 39 | Оржевка             | посёлок | ↘1        | Старотеризморгское сельское поселение |
| 40 | Павловка            | деревня | ↘3        | Богдановское сельское поселение       |
| 41 | Подверниха          | село    | ↘151      | Новоакшинское сельское поселение      |
| 42 | Поруб               | посёлок | ↘2        | Старотеризморгское сельское поселение |
| 43 | Ровный              | посёлок | ↘29       | Старотеризморгское сельское поселение |
| 44 | Рязановка           | село    | ↘193      | Старотеризморгское сельское поселение |
| 45 | Сарга               | село    | ↘38       | Старошайговское сельское поселение    |
| 46 | Старая Обуховка     | деревня | ↘28       | Конопатское сельское поселение        |
| 47 | Старая Теризморга   | село    | ↘842      | Старотеризморгское сельское поселение |
| 48 | Старая Фёдоровка    | село    | ↘394      | Старофёдоровское сельское поселение   |
| 49 | Старое Акшино       | село    | ↘31       | Новоакшинское сельское поселение      |
| 50 | Старое Шайгово      | село    | ↘4818     | Старошайговское сельское поселение    |
| 51 | Темяшево            | село    | ↘33       | Новофёдоровское сельское поселение    |
| 52 | Трегубовка          | деревня | ↘8        | Новофёдоровское сельское поселение    |
| 53 | Удобный             | посёлок | ↘4        | Конопатское сельское поселение        |
| 54 | Хитровка            | деревня | ↗78       | Богдановское сельское поселение       |
| 55 | Шигонь              | село    | ↘223      | Шигоньское сельское поселение         |
| 56 | Шувары              | село    | ↘285      | Старотеризморгское сельское поселение |
| 57 | Ягодная Поляна      | посёлок | ↘10       | Старошайговское сельское поселение    |

Упразднённые населённые пункты:
- 1997 год — поселки Новая Николаевка Ирсетьского сельсовета и Новый Шигоньского сельсовета[25];

- 2007 год — посёлки Красновка Ирсетьского сельсовета и Федоровка Старошайговского сельсовета[26].

## Экономика
Старошайговский район имеет ярко выраженную сельскохозяйственную специфику. Кроме того, он известен как родина минеральной воды «Брадо», широко распространенной в Мордовии и за её пределами.

## Достопримечательности
- Культурным достоянием всей Мордовии стал Старотеризморгский центр мокшанской национальной культуры. При центре работают уникальные народные коллективы, музей быта и народной одежды, сельская библиотека: книжный фонд которой составляет 9 тысяч томов. На территории села Старая Теризморга установлен памятник народному поэту И. М. Девину.
- В селе Старое Акшино находится Огарёвская аллея — историко-культурный памятник и туристическая база отдыха.
- На базе Старошайговской средней школы № 2 базируется поисковый отряд «Эхо войны» который является неоднократным призёром республиканского конкурса «Лучший поисковый отряд года».